# Pistolet CZ 28
Pistolet CZ wz. 28 – czechosłowacki pistolet samopowtarzalny z okresu międzywojennego 

## Historia
Pistolet CZ 28 został opracowany w czechosłowackiej wytwórni Ceska Zbrojovka w połowie lat dwudziestych XX wieku. Była to ulepszona wersja pistoletu CZ 24. Jego konstrukcję oparto na konstrukcji niemieckiego pistoletu Mauser wz. 14  oraz zastosowano rozwiązania ryglowania zamka z pistoletu Steyr M1912. 
Pod koniec lat dwudziestych polskie Ministerstwo Spraw Wojskowych zamierzało zakupić licencję na produkcję tego pistoletu, lecz ostatecznie na skutek opinii specjalistów w tym inż. P. Wilniewczyca zrezygnowano z tego. Jednak w 1929 roku polskie Ministerstwo Skarbu zakupiło 716 pistoletów CZ 28 i wprowadziła je do użytku Straży Granicznej.

## Konstrukcja
Pistolet działa na zasadzie wykorzystania energii krótkiego odrzutu lufy i zamka ryglowanego przez jej obrót. Sprężynę powrotną umieszczono pod lufą, a kurek był częściowo odkryty. Po wystrzeleniu ostatniego naboju, zamek pozostawał w tylnym położeniu. 
Pistolet zasilany był z jednorzędowego magazynka, który mieścił 8 naboi kal. 9 mm specjalnie zaprojektowanych dla tego wzoru pistoletu.